# Meridiano 130 oeste
El meridiano 130 oeste de Greenwich es una línea de longitud que se extiende desde el Polo Norte atravesando el océano Ártico, América del Norte, el océano Pacífico, el océano Antártico y la Antártida hasta el Polo Sur.
El meridiano 130 oeste forma un gran círculo con el meridiano 50 este.
Comenzando en el Polo Norte y dirigiéndose hacia el Polo Sur, el meridiano 130 oeste pasa a través de:
| Coordenadas                         | País, territorio o mar | Notas                                                                            |
| ----------------------------------- | ---------------------- | -------------------------------------------------------------------------------- |
| 90°0′N 130°0′O / 90.000, -130.000   | Océano Ártico          | Mar de Beaufort                                                                  |
| 75°17′N 130°0′O / 75.283, -130.000  | Mar de Beaufort        |                                                                                  |
| 70°4′N 130°0′O / 70.067, -130.000   | Canadá                 | Territorios del Noroeste Yukón Territorios del Noroeste Yukón Columbia Británica |
| 55°19′N 130°0′O / 55.317, -130.000  | Estados Unidos         | Alaska - unos 6 km                                                               |
| 55°16′N 130°0′O / 55.267, -130.000  | Canadá                 | Columbia Británica - continental, Isla Pitt y Banks Island                       |
| 53°12′N 130°0′O / 53.200, -130.000  | Océano Pacífico        | Pasa justo al este de las Islas Pitcairn, Islas Pitcairn                         |
| 60°0′S 130°0′O / -60.000, -130.000  | Océano Antártico       |                                                                                  |
| 74°19′S 130°0′O / -74.317, -130.000 | Antártida              | Territorio no reclamado                                                          |